# 森田豊寿
森田 豊寿（豊壽、もりた とよひさ、1895年（明治28年）2月14日 - 1962年（昭和37年）1月6日）は、昭和期の農業協同組合指導者、政治家。衆議院議員、参議院議員。

## 経歴
静岡県駿東郡楊原村下香貫（現沼津市下香貫楊原）で、沼津市長を務めた森田泰次郎の長男として生まれる。1917年（大正6年）千葉高等園芸学校を卒業。父が勧めた銀行家への道を断り、農業経営に従事。
1921年（大正10年）楊原産業組合を設立し組合長に就任。以後、沼津市販売購買利用組合長、同市農会長に就任し、沼津市信用組合長、静岡県信用組合連合会専務理事を長らく務めた。1941年（昭和16年）から静岡県内の各種農業団体の代表を務め、沼津倉庫社長、静岡県食糧品工業社長、同県蚕糸社長、駿河銀行（現スルガ銀行）取締役なども務めた。
1931年（昭和6年）沼津市会議員に選出され4期在任し、同議長も務めた。1946年（昭和21年）4月の第22回衆議院議員総選挙に静岡県選挙区から出馬して当選。1947年（昭和22年）4月の第1回参議院議員通常選挙に静岡県地方区から日本自由党公認で出馬して当選し、1953年（昭和28年）4月の第2回通常選挙で再選され、衆議院議員に1期、参議院議員に連続2期在任した。この間、自由党静岡県支部長、第5次吉田内閣・経済審議政務次官、自由党静岡県支部選挙対策委員長などを務めた。
その他、農林中央金庫理事、沼津市農業協同組合長、家の光協会理事、日本茶業協会（現日本茶業中央会）会長、日本茶業農業協同組合連合会会長、全国農業協同組合連合会理事なども務めた。